# Coop Himmelb(l)au

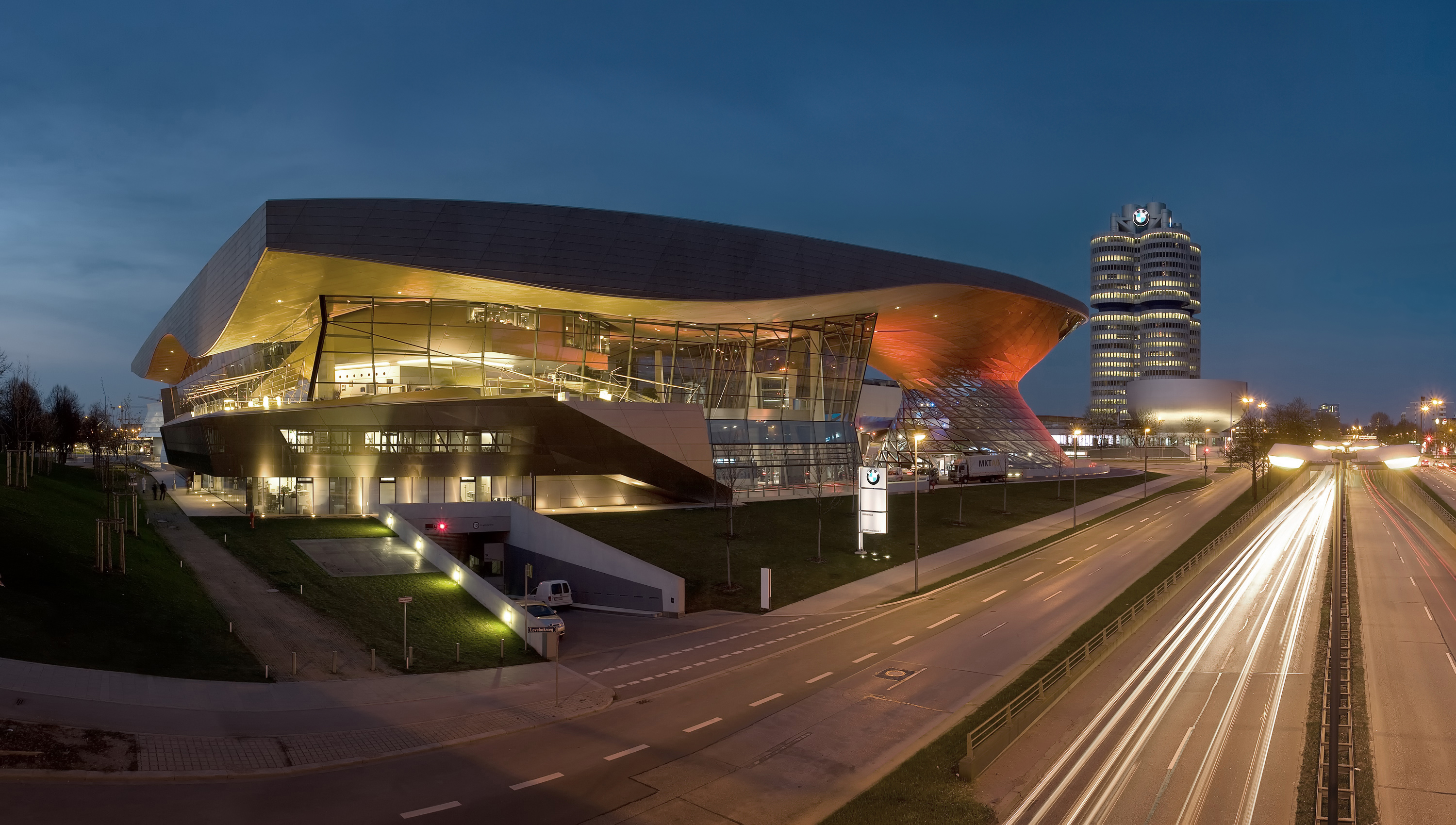
BMW Welt Night

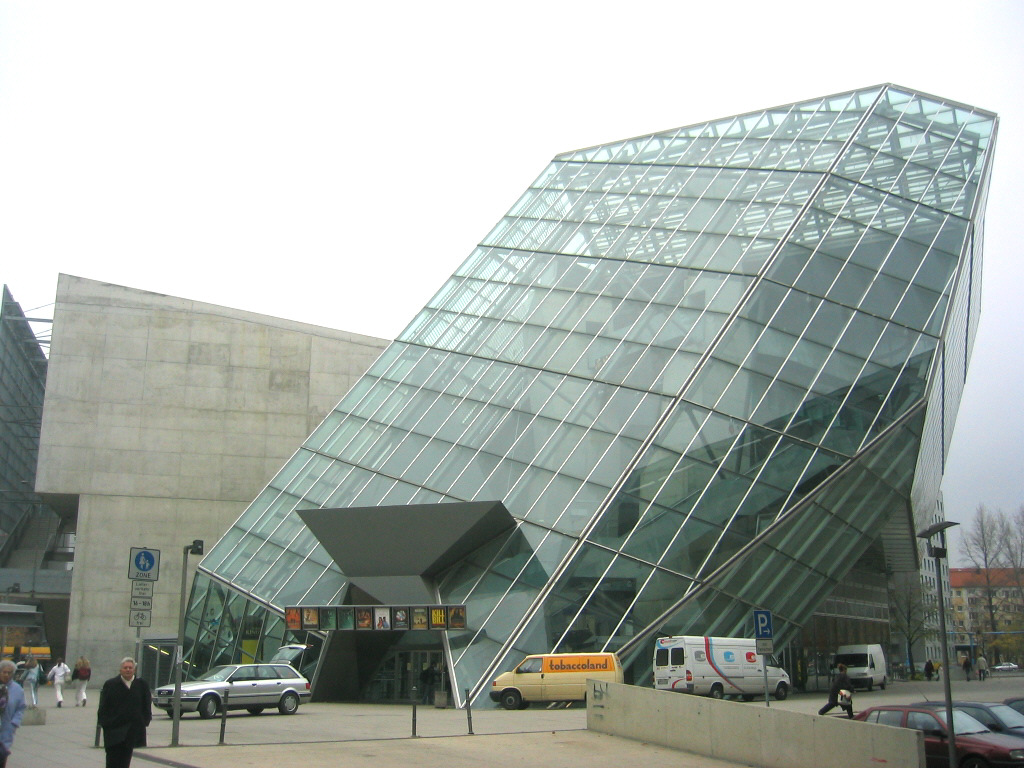
UFA Cinema Palace a Dresda

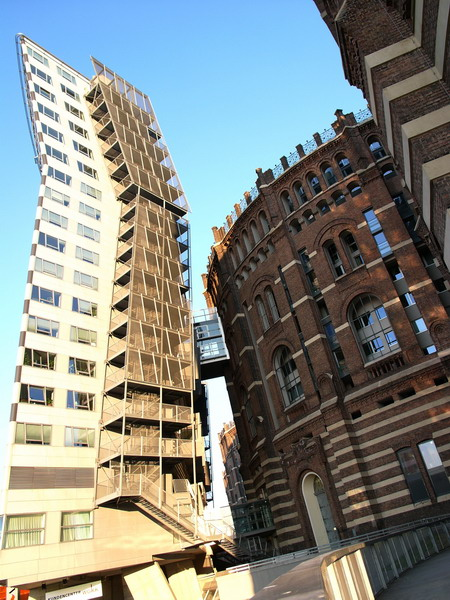
Gasometro a Vienna

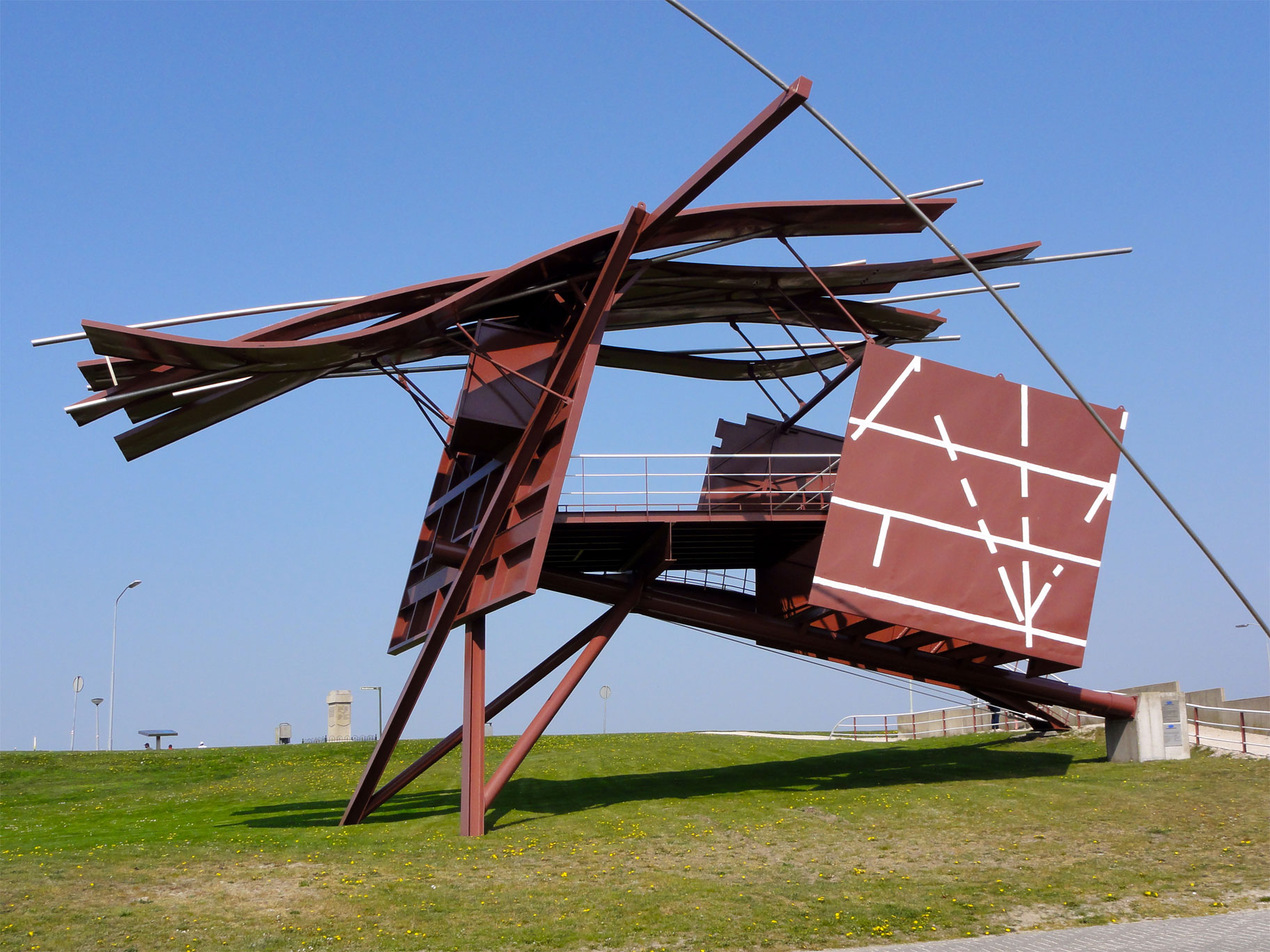
Video Clip Folly door Coop Himmelb(l)au Delfzijl

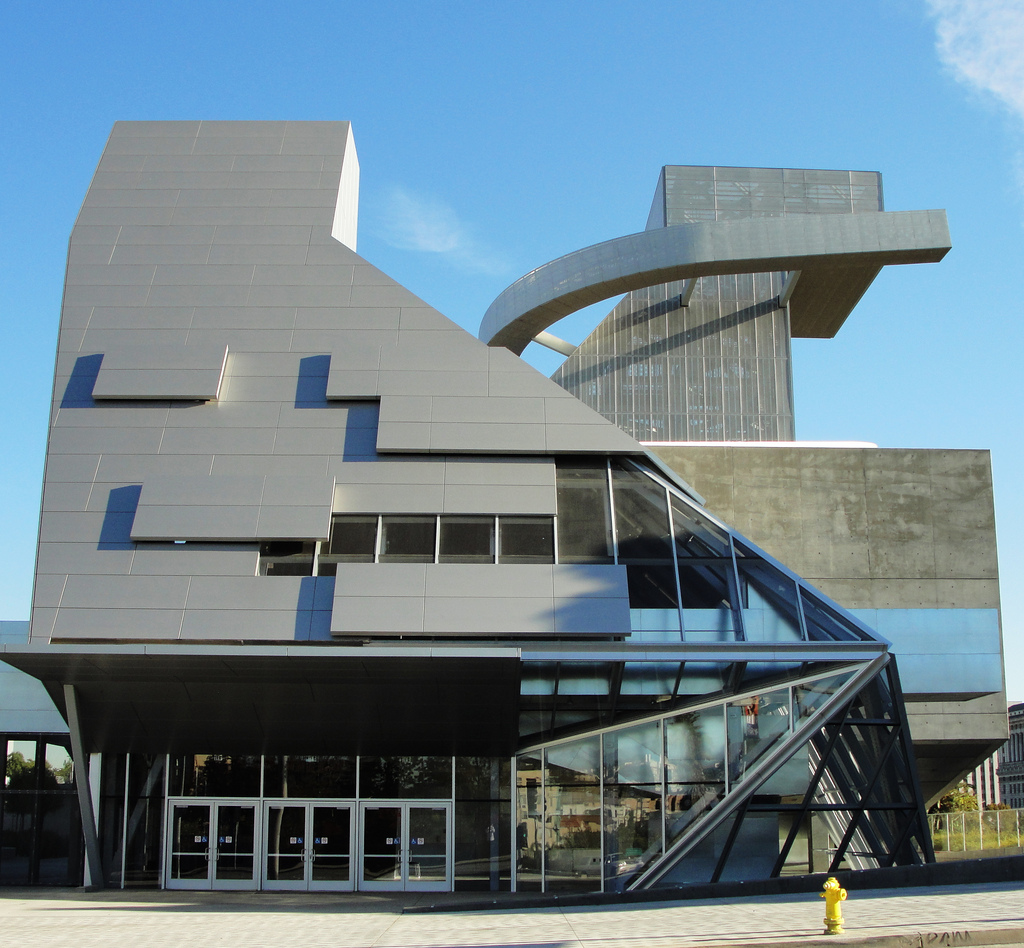
Central LA High School for the Visual and Performing Arts

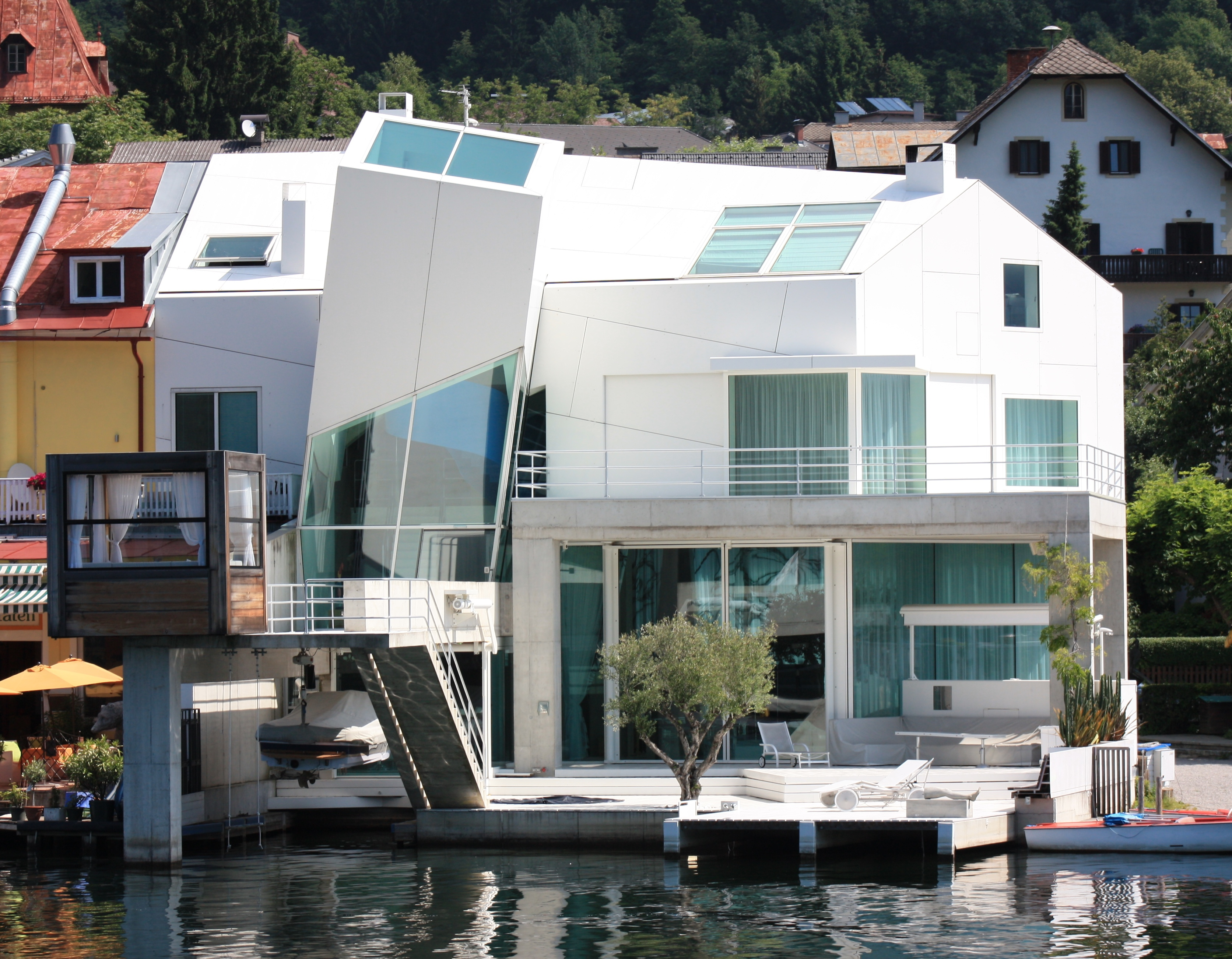
MIllstatt - Villa Soravia1

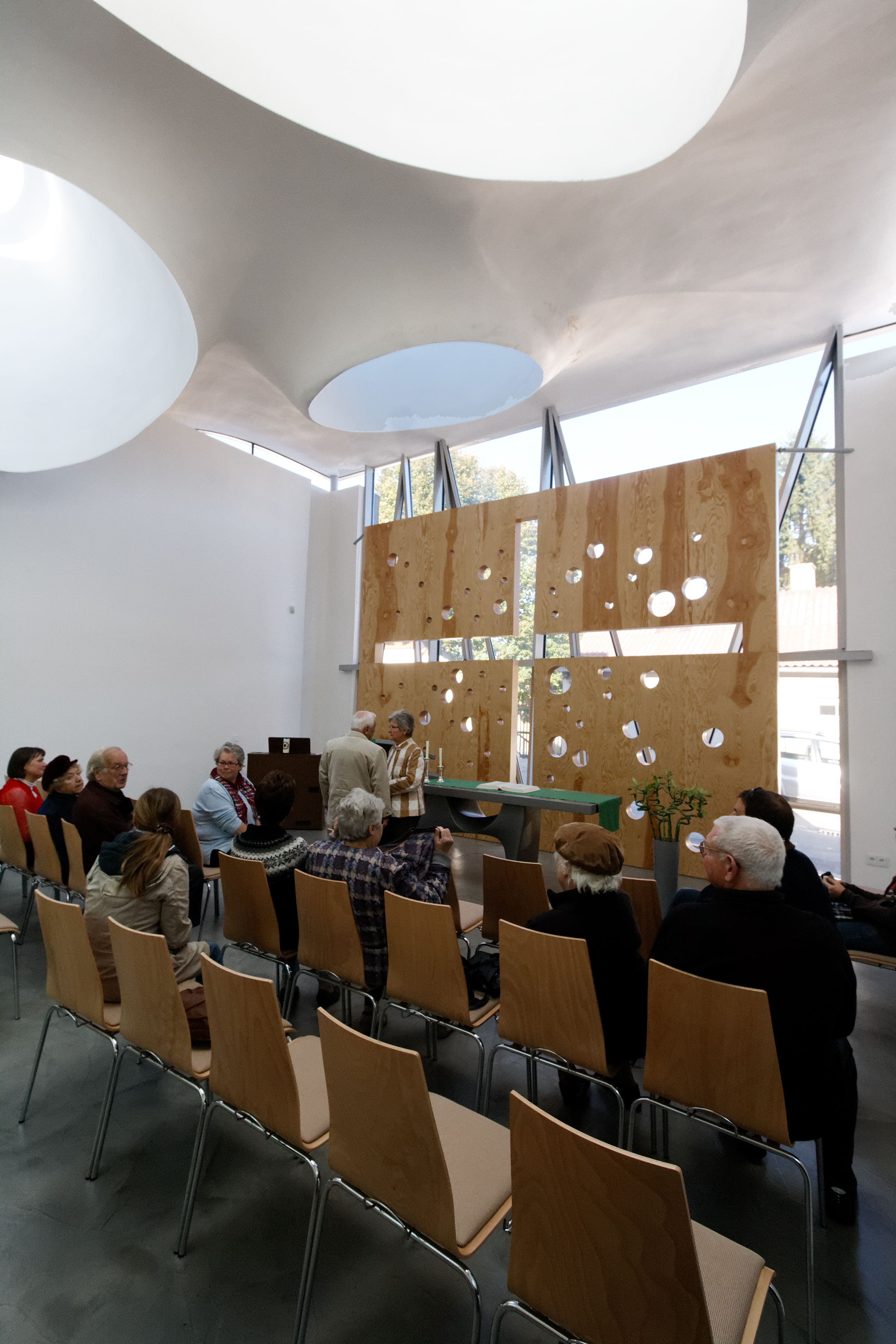
Hainburg Martin-Luther-Kirche innen

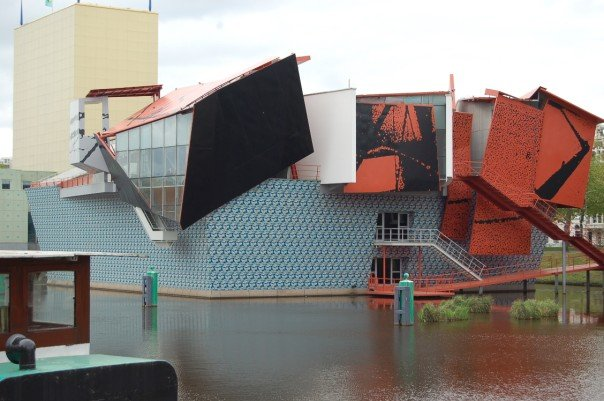
Building in Groningen

Coop Himmelb(l)au (1968-) è una cooperativa di architetti con sede principale a Vienna, e che ora possiede sedi anche a Los Angeles.
Appartiene alla corrente del decostruttivismo. 
Il nome è un gioco di parole: parte da "himmelblau" (= celeste, colore del cielo) e mettendo fra parentesi la "l" gli aggiunge il significato di "Himmelbau" (= costruzione, edificio, che sta in cielo).
Nel 1982 lo studio vince il Berlin Prize for Building Art. Coop Himmelb(l)au è stata fondata da Wolf D. Prix, Helmut Swiczinsky e Michael Holzer, e trovò subito supporto da architetti quali Zaha Hadid, Frank Owen Gehry, Peter Eisenman in occasione dell'esibizione del 1988 al Museum of Modern Art intitolata Deconstructivist Architecture.

## Poetica
Dopo un periodo che va dagli anni sessanta agli anni ottanta, in cui realizzano opere minori, installazioni e provocazioni (come Villa Rosa, recentemente rielaborata per la Biennale di Architettura di Venezia del 2008) i Coop Himmeb(l)au si caratterizzano per una visione radicale ed estrema del progetto e dell'architettura.
È infatti del 1980 il manifesto che rappresenta e rappresenterà il pensiero di Wolf D. Prix e Helmut Swiczinsky dal titolo "Architecture must Burn":
Non ora né mai.
Siamo stufi di vedere Palladio e altre maschere storiche.
Non vogliamo un’architettura che esclude tutto ciò che è inquietante.
Vogliamo un’architettura che dà di più.
Un'architettura che sanguina, che sfianca, che turbina e che rompe, anche.
Un'architettura che accende, che punge, che squarcia e sotto stress, lacrima.
L'architettura deve essere cupa, ardente, liscia, rugosa, angolare, brutale, rotondeggiante, delicata, colorata, oscena, voluttuosa, sognante, seducente, repellente, asciutta, bagnata e palpitante.
Viva o morta.
Fredda - allora fredda come il ghiaccio.
Calda - allora ardente come un’ala in fiamme.
L'architettura deve bruciare»
La poetica dello studio può essere descritta come distruzione delle forme della tradizione architettonica che identifica nuove strategie formali e progettuali.
Oggi, nel periodo digitale, lo studio cerca di mischiare diversi linguaggi (modellini e 3D, schizzi e render) per arrivare al risultato progettuale.

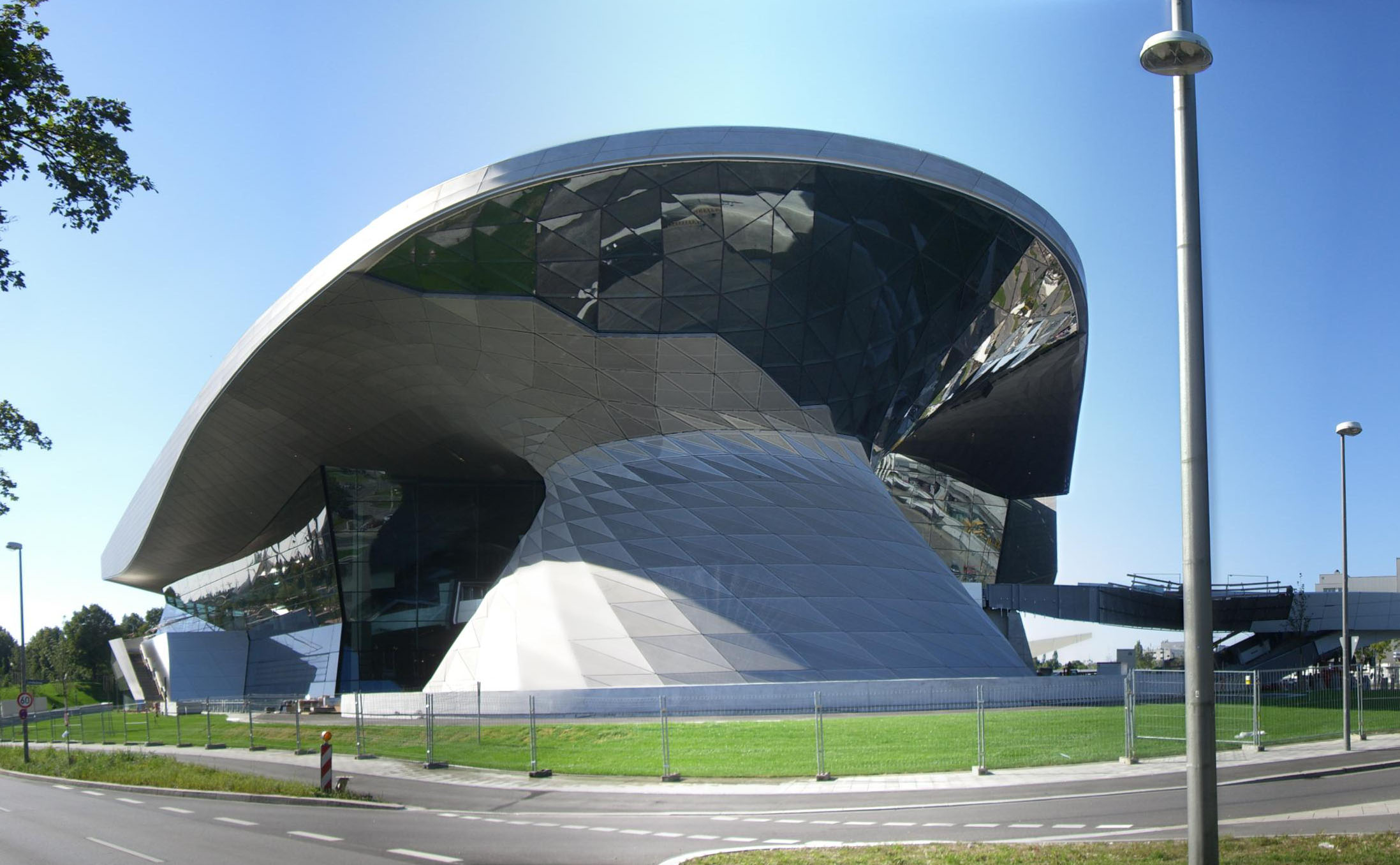
München - BMW-Welt

## Opere principali
- Sede della Banca centrale europea, Francoforte sul Meno
- Gasometer, Vienna
- UFA Cinema Palace, Dresda
- Nuova struttura per l'Accademia di Belle Arti, Monaco
- Tetto in Falkestraße, Vienna
- Musèe de Confluences, Lione
- International Conference Center, Dalian
- Funder werk, Sankt Veit an der Glan
- Groninger Museum, Groningen
- Akron Art Museum, Akron
- BMW Welt, Monaco